# Svirin
Svirin je priimek več oseb:
- Andrej Ermolajevič Svirin, sovjetski general
- Alekseij Svirin, ruski veslač